# Bệnh dịch thành Athens

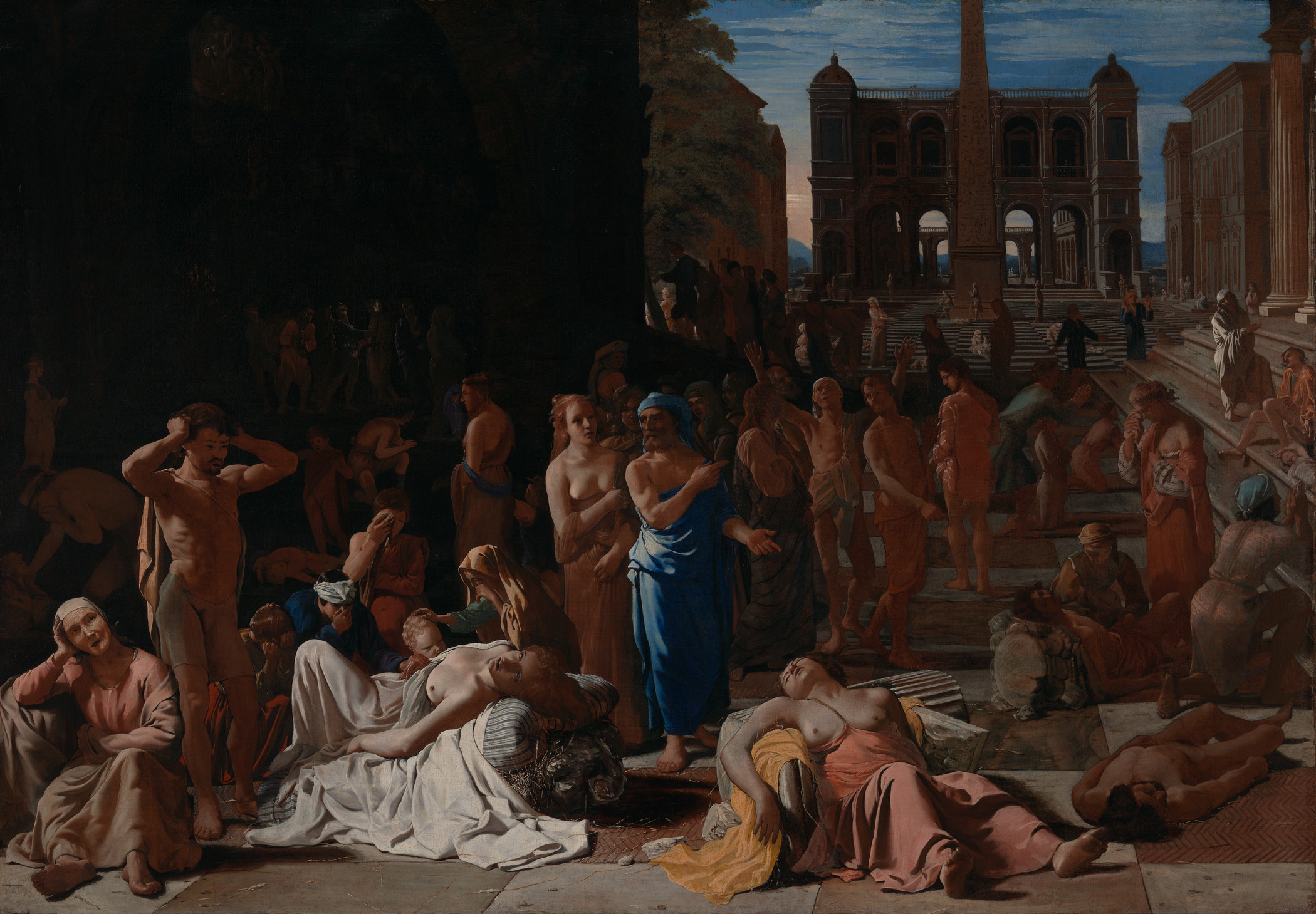
Bệnh dịch thành Athens, Michiel Sweerts, năm 1652–1654

Bệnh dịch thành Athens (tiếng Hy Lạp: Λοιμός των Αθηνών) là một đại dịch tàn phá thành phố Athens ở Hy Lạp cổ đại trong năm thứ hai của Chiến tranh Peloponnesia (430 TCN) khi một chiến thắng của người Athena vẫn còn trong tầm tay. Người ta tin rằng bệnh dịch đã vào Athens qua Piraeus, cảng của thành phố và là nguồn thực phẩm và điểm cung ứng vật tư duy nhất. Phần lớn phía đông Địa Trung Hải cũng đã phát hiện dịch bệnh, mặc dù chịu ít tác động hơn. Bệnh dịch này trở lại hai lần nữa, vào năm 429 TCN và vào mùa đông năm 427/426 TCN. Khoảng 30 tác nhân gây bệnh đã được đề xuất là nguyên nhân gây bệnh dịch này.

## Bối cảnh
Sparta và các đồng minh của nó, ngoại trừ Corinth, hầu như chỉ có quyền lực trên đất liền, có thể triệu hồi quân đội trên đất liền rất lớn, và gần như bất khả chiến bại. Dưới sự chỉ đạo của Pericles, người Athens theo đuổi chính sách rút lui trong các bức tường thành phố Athens, dựa vào uy quyền hàng hải của người Athen để cung cấp thực phẩm trong khi hải quân mạnh Athens quấy rối các phong trào quân đội của Spartan. Thật không may là chiến lược này cũng dẫn đến việc thêm nhiều người từ nông thôn vào một thành phố đông dân cư, tạo ra một yếu tố đông người nghiêm trọng cũng như sự thiếu hụt tài nguyên. Do các khu vực gần và vệ sinh kém tại thời điểm đó Athens đã trở thành một nơi gieo rắc bệnh tật và nhiều công dân đã chết bao gồm Pericles, vợ ông, và con trai của ông Paralus và Xanthippus. Trong lịch sử của dịch bệnh, 'Bệnh dịch' thành Athens là đáng chú ý đối với sự phiền não một chiều và thiên vị về kết cục cuối cùng của một cuộc chiến.

## Tác động xã hội
Các mô tả trong lịch sử của bệnh dịch hạch Athens đã mô tả bằng đồ họa các hậu quả xã hội của dịch bệnh. Mô tả của Thucydides nêu rõ sự biến mất hoàn toàn của đạo đức xã hội trong thời gian bệnh dịch. Tác động của bệnh dịch đối với hành vi xã hội và tôn giáo cũng đã được ghi chép trong đại dịch toàn cầu được biết đến nhiều nhất là Cái Chết Đen.